# Otto Novák
Otto Novák (22. března 1902 – 15. října 1984) byl český fotbalista, útočník, československý reprezentant.

## Sportovní kariéra
Byl účastník olympijských her v Paříži roku 1924. Za československou reprezentaci odehrál v letech 1924–1927 šest utkání a vstřelil tři branky (všechny tři Švédsku, ale ve dvou různých zápasech). Hrál za Viktorii Žižkov a získal s ní i historický mistrovský titul roku 1928. V lize odehrál 60 zápasů a vstřelil 49 branek. Je nejlepším ligovým střelcem Viktorie všech dob.